# San Ignacio de Moxos Airport
San Ignacio de Moxos Airport är en flygplats i Bolivia. Den ligger i den centrala delen av landet, 500 km norr om huvudstaden Sucre. San Ignacio de Moxos Airport ligger 160 meter över havet.
Terrängen runt San Ignacio de Moxos Airport är mycket platt. Trakten runt San Ignacio de Moxos Airport är nära nog obefolkad, med mindre än två invånare per kvadratkilometer..
I omgivningarna runt San Ignacio de Moxos Airport växer i huvudsak städsegrön lövskog.